# Гордеенко, Николай Степанович
Николай Степанович Гордеенко (21 мая (2 июня) 1808—1 (13) октября 1878) — русский учёный и педагог; действительный статский советник.

## Биография
Родился 21 мая (2 июня) 1808 года в Харьковской губернии в многодетной дворянской семье.
Окончил Харьковскую гимназию (1823) и Императорский Харьковский университет со степенью кандидата и поступил в Гражданскую палату на должность столоначальника. Имея отличные способности, он быстро продвигался по службе и в 1835 году уже в чине титулярного советника был определён в Канцелярию министра финансов и переведён в Санкт-Петербург.
Закончил службу в чине действительного статского советника и был награждён орденами Св. Анны 2-й степени с императорской короной, Св. Владимира 3-й степени и Св. Станислава 1-й степени, а также знаками отличия беспорочной службы за 15 и 25 лет.
Николай Степанович Гордеенко был женат, в семье было четверо детей: две дочери — Юлия и Екатерина и два сына — Яков и Михаил.
Умер 1 (13) октября 1878 года.